# جينيفر دورانت
جينيفر دورانت (بالإنجليزية: Jennifer Durrant)‏ هي رسامة بريطانية، ولدت في 17 يونيو 1942 في برايتون في المملكة المتحدة.